# Secrétariat privé
 Pour plus de détails, voir Fiche technique et Distribution
Secrétariat privé est un film pornographique réalisé par Claude Bernard-Aubert sous le pseudonyme de Burd Tranbaree en 1980 et sorti sur les écrans en 1982.

## Synopsis
Jean-François est un homme d'affaires, il réunit son staff afin de lui faire part de sa décision de lancer un nouveau produit, un godemiché couleur d'or qui selon ses dires devra être aussi indispensable au foyer que le grille-pain ou l'aspirateur. Le produit devant être testé avant que soit lancé la campagne publicitaire, tout le monde met la main à la pâte, collaborateur, femme, maitresse, soubrette.

## Fiche technique
- Titre : Secrétariat privé
- Réalisateur : Claude Bernard-Aubert sous le pseudonyme de Burd Tranbaree
- Musique : Musique : Paul Vernon (Alain Goraguer)
- Production : Shangrila Productions, FFCM
- Pays : France
- Langue : Français
- Date de réalisation : 1980
- Date de sortie : 
  -  France : 24 février 1982[2]
- Durée: 68 min
- Genre : pornographique

## Distribution
- Richard Allan : ?
- Élisabeth Buré : Josianne
- Laura Clair : ?
- Nadine Roussial : Valérie
- Guy Royer : Jean-Francois
- Dominique Saint Claire (Dom Pat) : Josefa
- Hélène Shirley : Maria, la soubrette
- Piotr Stanislas : ?

## Autour du film
- Le film est ressorti chez Alpha France sous le titre "Infirmières à tout faire" sur un DVD comportant également La Fessée ou les Mémoires de monsieur Léon maître-fesseur et Les Suceuses en 2010.